# Klímov VK-1
El Klímov VK-1 va ser el primer reactor d'aviació de la Unió Soviètica fabricat en grans quantitats. El desenvolupament va començar després de la Segona Guerra Mundial al buró de Vladímir Iàkovlevitx Klímov i, gràcies a l'enginyeria inversa que es va aplicar a un model Rolls-Royce 'Nene', es va començar a fabricar el 1948.
Aquest turboreactor, de 26,5 kN d'empenyiment, es muntaria als caces MiG-15, als caces bombarders MiG-17 i als bombarders Il-28 i Tu-14. L'èxit del giny es faria patent durant la Guerra de Corea, on els MiG-15 demostrarien ser durs contrincants dels F-86 Sabre estatunidencs.

## Desenvolupament
Durant l'últim tram de la Segona Guerra Mundial l'aviació de l'Alemanya Nazi va iniciar la implantació de motors de reacció als seus avions de combat. Immediatament després de la derrota de les potències de l'eix aquesta tecnologia va ser absorbida pels aliats, que primer la incorporarien a avions militars i posteriorment a avions comercials.
En el cas de la Unió Soviètica els dissenys partien d'un Junkers Jumo 004. La còpia, denominada RD-10, només produïa 900 kg d'empenyiment, insuficient pel caça al qual es volia muntar, el MiG-15. Simultàniament, al Regne Unit la companyia Rolls-Royce era la pionera en el desenvolupament d'aquesta tecnologia i havien desenvolupat el Rolls-Royce Nene, el tercer d'una sèrie de turboreactors de flux centrífug que produïa 22,2 kN d'empenyiment.
Per aconseguir el nou motor britànic, els soviètics van enviar una delegació de 3 enginyers, incloent-hi Mikoian i Klímov, a negociar amb el govern laborista. Com a mostra de bona fe, el govern britànic va accedir a la venta de 25 d'aquests motors amb la condició que no es fessin servir amb finalitats militars. Tot i aquesta condició, un cop a la Unió Soviètica, a la Planta No. 45 de Klímov, s'hi aplicaria enginyeria inversa i es copiarien els motors originant una versió pròpia, el turboreactor RD-45 de 2,27 kN d'empenyiment.

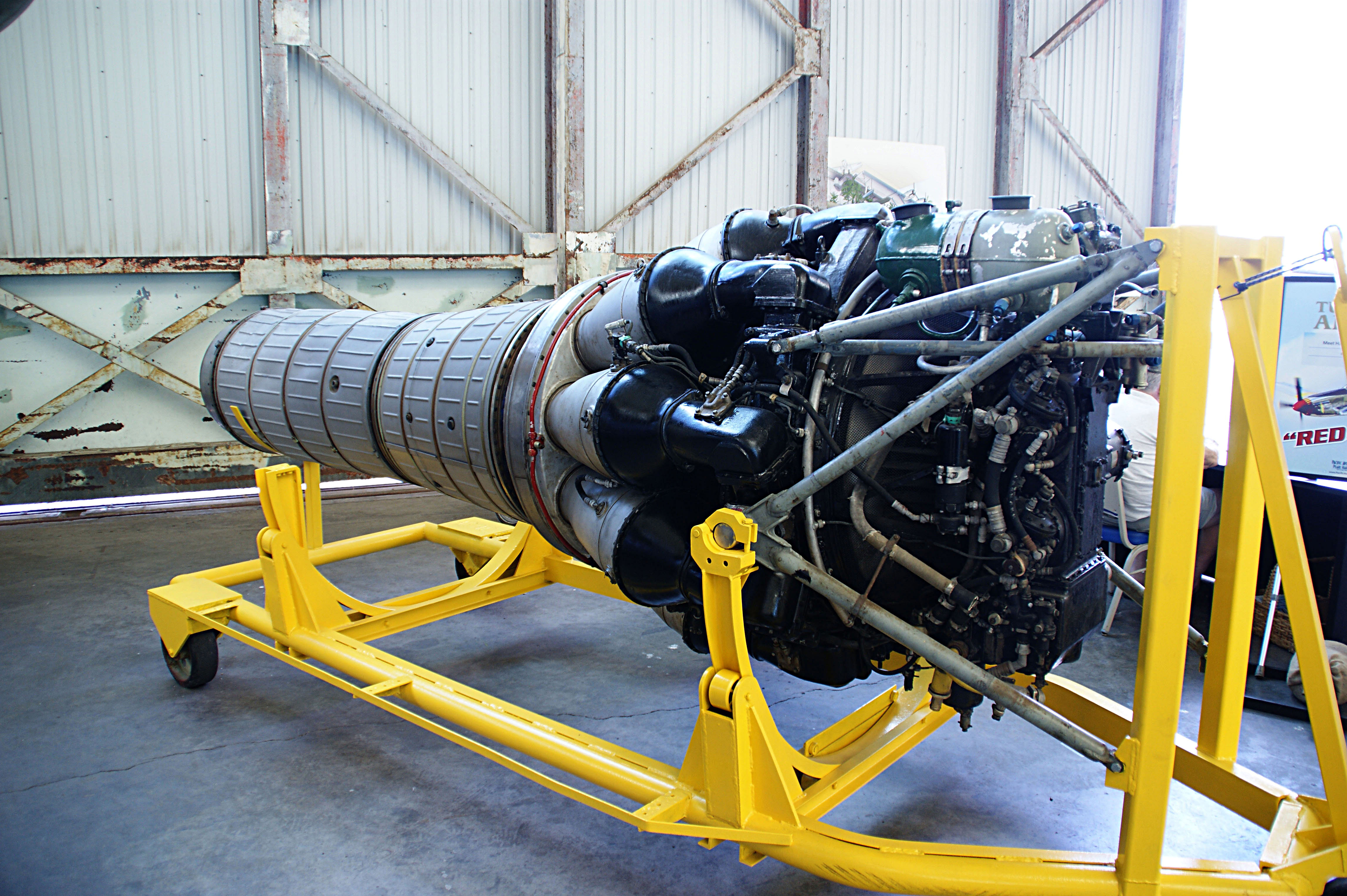
Motor Klímov VK-1 d'un MiG-15bis exposat al Pacific Aviation Museum de Pearl Harbor, Hawaii.

Posteriorment, al buró de Klímov continuarien treballant amb el model RD-45, fent canvis significatius a la zona de compressió. Aquests canvis, a més a més d'altres de menors, aconseguirien incrementar la potència del turboreactor fins als 2.700 kg d'empenyiment l'any 1949. Com que el nou disseny diferia molt del RD-45 se li va donar una nova designació, Klímov VK-1A.

## Característiques tècniques
Les característiques finals del motor Klímov VK-1A diferien significativament del Rolls-Royce Nene o del RD-45, ja que els canvis a la zona de compressió el feien més potent i més gran que les versions prèvies.
- Turboreactor sense postcremador
- Compressor centrífug
- Llargada: 2,6 m
- Diàmetre: 1,3 m
- Pes sec: 872 kg (1,922 lb)
- Empenyiment: 26,5 kN[6]
- Consum de combustible específic: 109,1 kg/kN·h
- Rati d'empenyiment respecte pes: 4,27:1[7]